# Joan Rubió

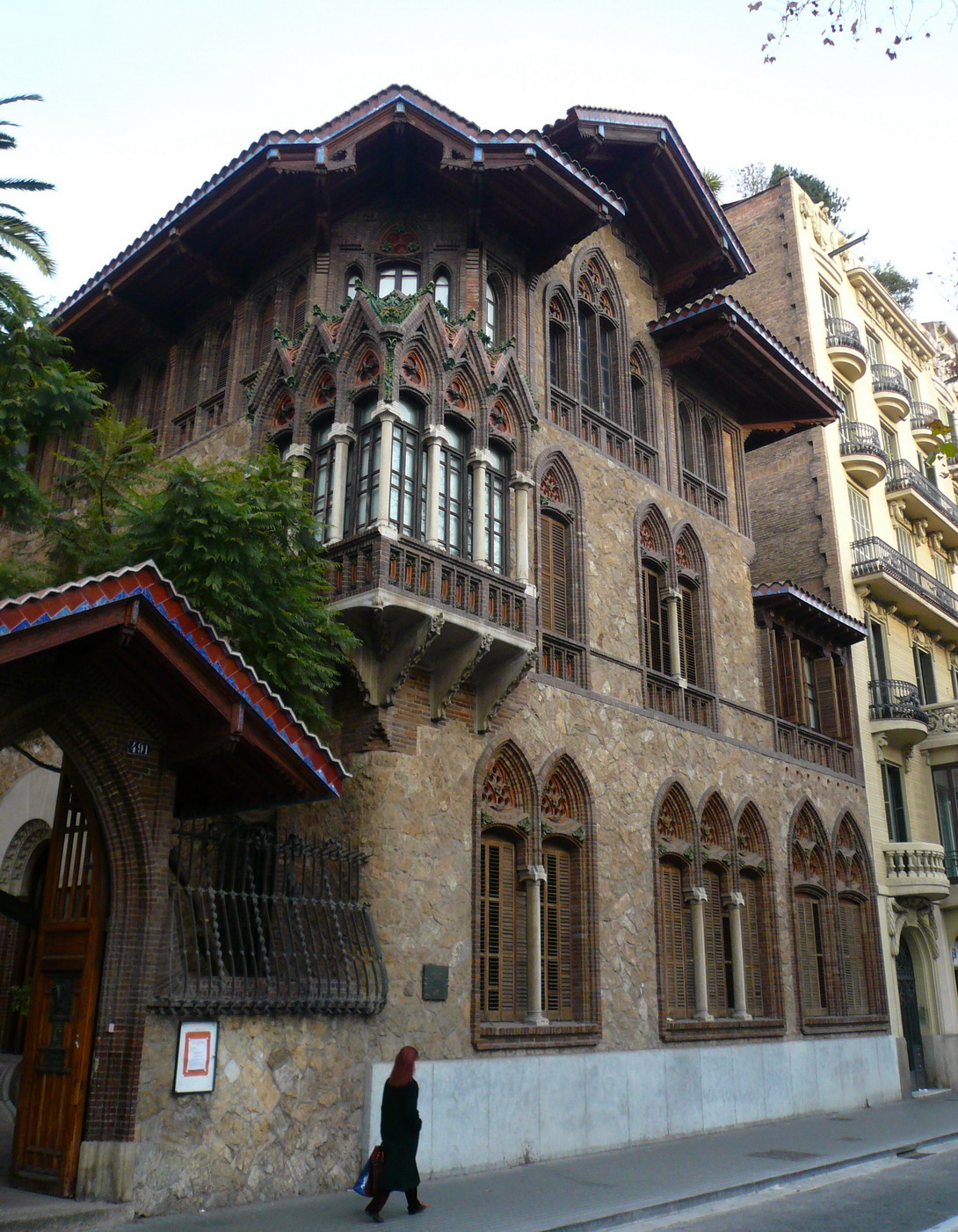
Casa Golferichs in der Gran Via (Barcelona)

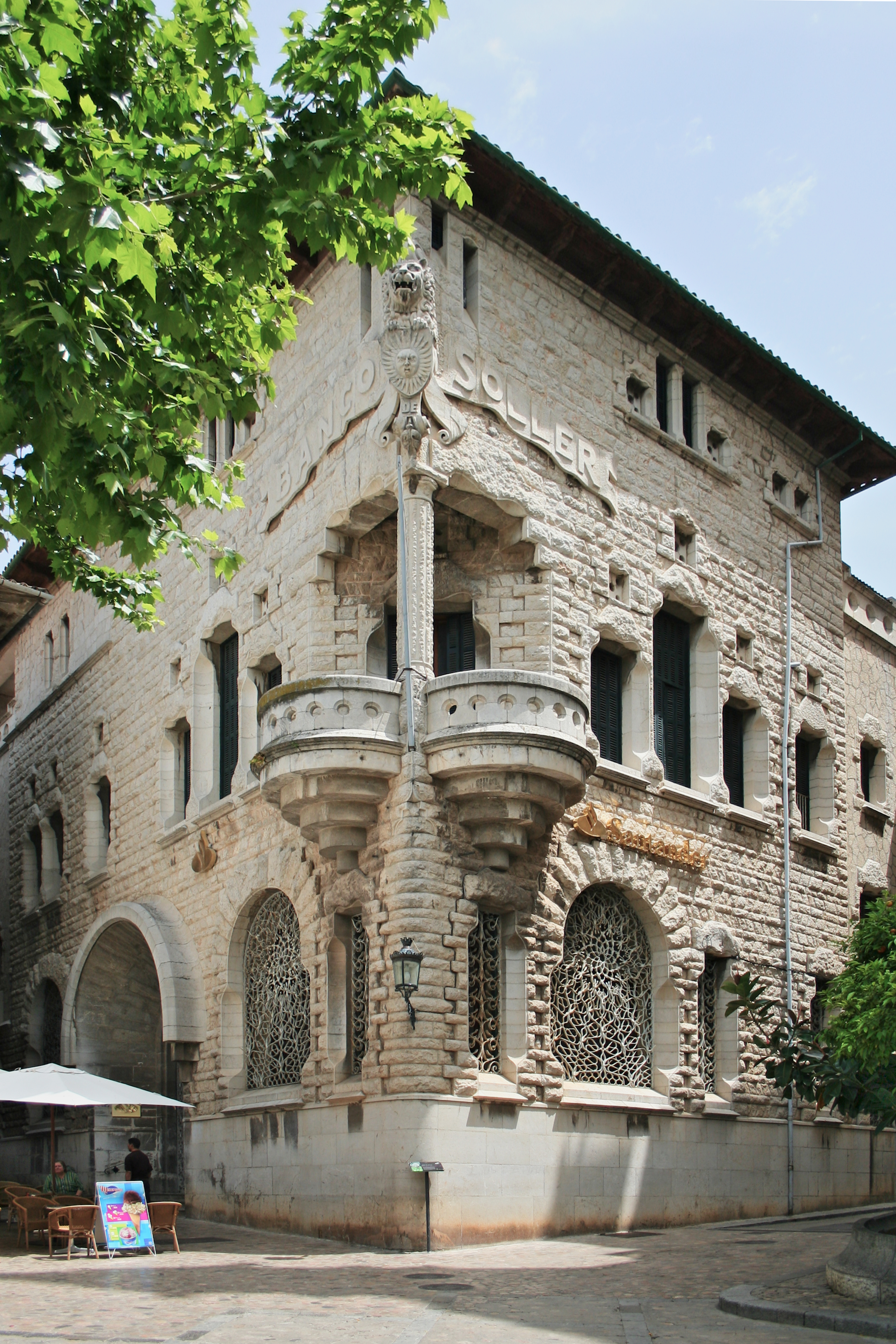
Banc de Sóller (Mallorca)

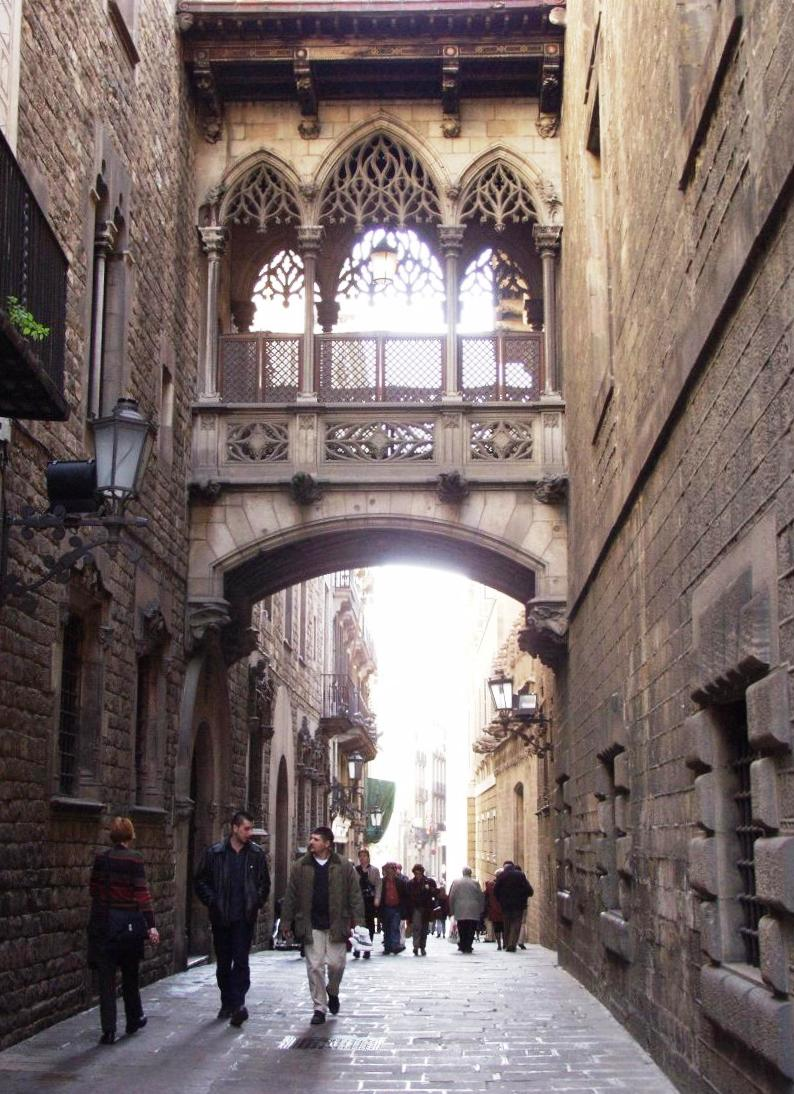
Verbindungsbrücke in der carrer del Bisbe (Barcelona)

Joan Rubió i Bellver (* 24. April 1870 in Reus; † 30. November 1952 in Barcelona) war ein katalanischer Architekt des Modernisme.

## Zusammenarbeit mit Gaudí
Joan Rubió gehörte zum Schülerkreis von Antoni Gaudí. Bis 1905 arbeitete er an zahlreichen seiner Projekte mit:
- Sagrada Família
- Casa Calvet
- Casa Batlló
- Bellesguard
- Parque Güell
- Restaurierung der Kathedrale von Palma auf Mallorca
- Gemeinsam mit Francesc Berenguer hatte er auch erheblichen Anteil an der Planung der Colònia Güell, wo er neben der Siedlungsplanung für die Kooperative auch zwei Gebäude errichtete, das Ca l’Ordal (1894) und das Ca l’Espinal (1900).

| Colònia Güell | Colònia Güell |
| ------------- | ------------- |
|               |               |
| Ca l’Ordal    | Ca l’Espinal  |

## Politik und Gesellschaft
Als Mitglied der Lliga Regionalista, einer konservativ-katalanischen Partei, wurde Rubió 1905 Gemeinderat in Barcelona. Er war außerdem Mitarbeiter der Mancomunitat de Catalunya, dem Zusammenschluss der katalanischen Bezirksverwaltungen.
Als offizieller Architekt der Stadtverwaltung von Barcelona führte er einige kleinere Umbauten am Palau de la Generalitat (Sitz der katalanischen Regionalregierung) durch, wie zum Beispiel die berühmte neugotische Verbindungsbrücke zwischen dem Palau und dem Gebäudekomplex Cases dels Canonges in der Straße carrer del Bisbe gleich hinter der Kathedrale.
Von 1904 bis 1906 und von 1912 bis 1914 war Rubió Präsident des erzkonservativen katholischen „Künstlerkreises des Heiligen Lukas“ (Cercle Artístic de Sant Lluc).

## Werke
Abgesehen von der bereits erwähnten Mitwirkung an Projekten Gaudís hinterließ Rubió zahlreiche weitere Werke, vor allem in Barcelona und auf Mallorca:
| Barcelona: - Verbindungsbrücke in der carrer del Bisbe - Escuela Industrial - Casa Golferichs - Casa Pomar - Casa Rialp - Casa Dolcet - Einige Villen am Fuß des Tibidabo: - Casa Roviralta („Frare Blanc“) - Casa Fornells - Casa Casacuberta | Katalonien: - Ripoll: - Kirche Sant Miquel de la Roqueta - Casa Bonada - Igualada: - Caves Raventós - Asilo del Sant Crist - Raimat: - Caves Raimat (Weinkeller) - Reus: - Casa Serra - Manresa: - Església del Carme | Mallorca: - Palma: - Casa Miquel Benimelis - Manacor: - Monestir de la Santa Família - Sóller: - Banco de Sóller - Fassade der Kirche Sant Bartomeu - Son Servera: - Església Nova (unvollendet) |

| Barcelona           | Tibidabo         | Tibidabo       | Igualada             |
| ------------------- | ---------------- | -------------- | -------------------- |
|                     |                  |                |                      |
| Erker am Casa Pomar | Casa Casacuberta | Casa Roviralta | Asilo del Sant Crist |